# Hippodrome du Grand Camp
L'hippodrome du Grand Camp est un ancien hippodrome qui était situé sur l'actuel campus de La Doua à Villeurbanne.
Il a été actif de 1867 à 1964. Son activité a été déplacée à l'hippodrome de Parilly construit à l'époque de sa fermeture. À son emplacement se trouve une partie du campus dont l'école nationale supérieure des sciences de l'information et des bibliothèques.
Il était nommé ainsi car le 30 mai 1790, plus de 100.000 personnes et des gardes-nationaux venus de la France entière, se réunirent à son emplacement pour fêter la Fédération et les débuts de la révolution, formant ce qu'eux-mêmes appelèrent "le Grand Camp Fédératif". Le terme passa ensuite au camp militaire qui fut aménagé à proximité immédiate, puis à l'hippodrome.

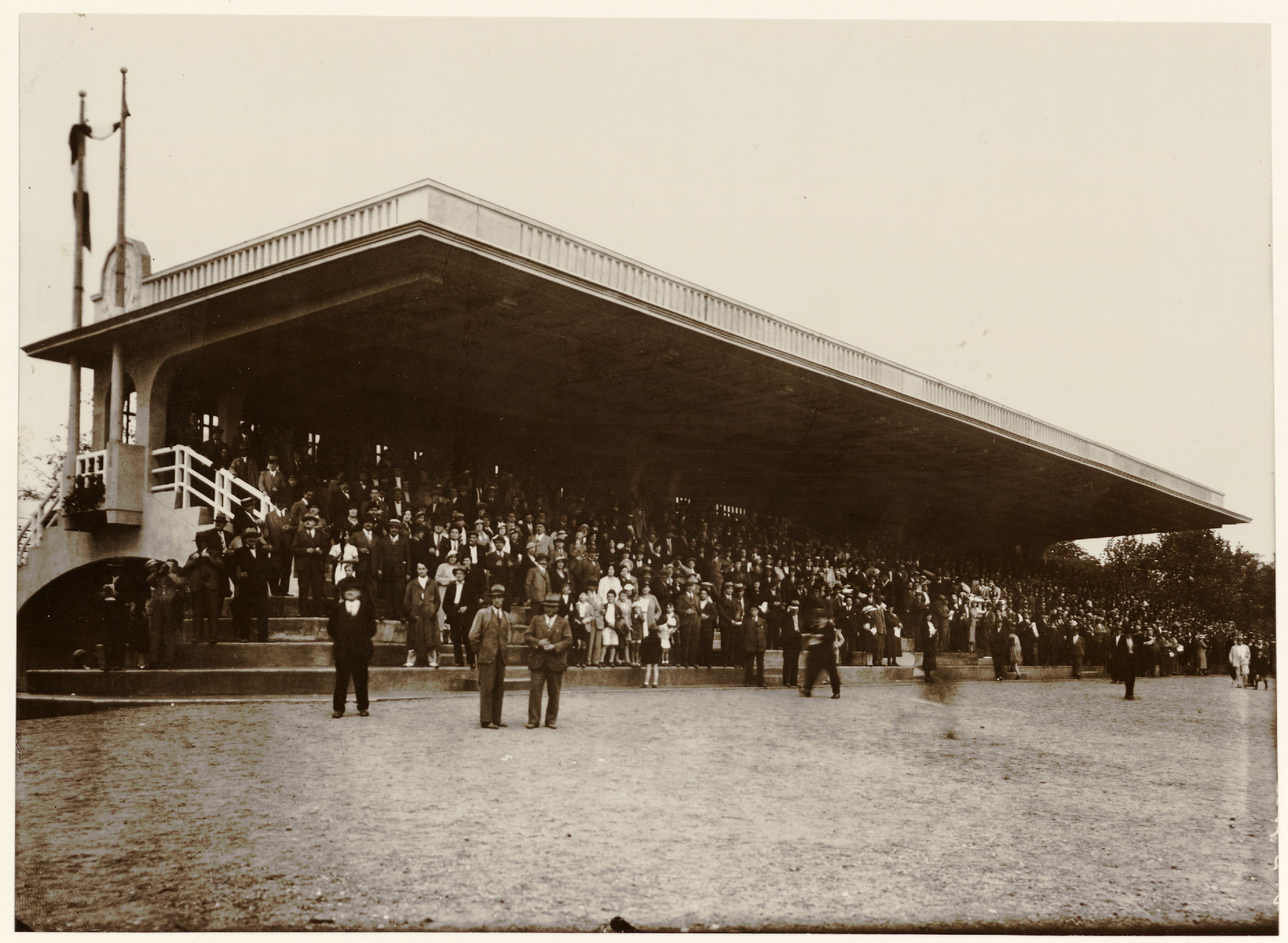
Hippodrome de Villeurbanne, vers 1934

## Évènements
- En 1908, Armand Zipfel fait le premier vol avec son biplan depuis l'hippodrome.

- Une importante épreuve de cross-country de 11 km s'est courue à l'hippodrome : le Challenge Ayçaguer.